# Vattetot-sur-Mer
Vattetot-sur-Mer é uma comuna francesa na região administrativa da Normandia, no departamento de Sena Marítimo. Estende-se por uma área de 5,16 km². Em 2010 a comuna tinha 325 habitantes (densidade: 63 hab./km²).